# Munggurrawuy Yunupingu
Munggurrawuy Yunupingu (* 1907 bei Yirrkala im nordöstlichen Arnhemland, Gove-Halbinsel, Northern Territory, Australien; † 12. April 1979 im Arnhemland) war ein Künstler, Elder der Aborigines der Gumatj vom Aboriginesstamm der Yolngu. Er war einer der ersten aktiven Kämpfer für die Landrechte der Aborigines in Australien.
Über sein frühes Leben ist wenig bekannt. In den 1960er Jahren war er führend am Widerstand gegen den Bau der Gove-Bauxitmine auf Gove-Halbinsel beteiligt. Damals hatte die Regierung ohne Befragung der traditionellen Landeigentümer den Bauxit-Abbau genehmigt. Als die Bulldozer kamen und den Regenwald auf dem Bergwerksgelände rodeten, verteidigte er einen den Yolngu heiligen Baum mit einer Axt. Der Baum steht heute noch. Die klagenden Aborigines verloren zwar vor Gericht, konnten aber mit der Bergwerksgesellschaft einen Nutzungsvertrag abschließen.
Munggurrawuy Yunupingu gab sein Wissen um die Kultur, Lebensgewohnheiten und die Malkunst der Yolgnu an seine Kinder weiter. Seine Tochter war Gumbulu († 2012), eine Künstlerin, seine Söhne Galarrwuy († 2023) und Mr Yunupingu († 2013), der Bandleader von Yothu Yindi, waren auch Elder der Gutmaj. 
Die Maler Munggurrawuy Yunupingu, Birrikitji Gumana und Narritjin Maymuru bemalten die Vertäfelung in der Kirche von Yirrkala, die heute im Buku-Larrngay Mulka Museum in Yirrkala ausgestellt ist. Yunupingu war auch als Maler an der aus Baumrinde erstellten Yolngu Bark Petition beteiligt, die 1963 in zwei Sprachen dem australischen Parlament übergeben wurde.